# مانگالاگاما
مانگالاگاما (به لاتین: Mangalagama) یک منطقهٔ مسکونی در سری‌لانکا است که در ناحیه کگاله واقع شده‌است.